# Часовникаря
Часовникаря (на английски: Clock King) е псевдоним, използван от двама злодеи, появяващи се в комиксите, публикувани от ДиСи Комикс. Първият от тях е създаден от Франс Херън и Лий Илайъс, и дебютира в World's Finest Comics, бр. 111 (август 1960 г.) като враг на Зелената стрела.